# 阿萊克斯·羅
阿萊克斯·羅（Alex Roe，1990年6月18日—）是英國的一位演員。他自2000年開始出演電影，已經出演過眾多電影電視劇。阿萊克斯也是一位足球運動員。
較為著名電影作品2016年演出《第五毀滅》。